# ビクトル・ディアス・ミゲル
ビクトル・ディアス（Víctor Díaz，1988年6月12日 - ）は、スペイン・セビリア出身のサッカー選手。グラナダCF所属。ポジションはディフェンダー。

## 経歴
2010年6月29日、レアル・オビエドに移籍。2011年9月1日には、チャールトン・アスレティックFCのトライアルを受けた後、セルタ・デ・ビーゴと契約しBチームに所属した。
2012年7月14日、CDルーゴと2年契約を結んだ。2015年8月17日、CDレガネスと2年契約を締結した。
2017年7月3日、グラナダCFと2年契約を結んだ。

## タイトル
グラナダ
- セグンダ・ディビシオン : 1回 (2022-23)